# Linda McCartney Racing Team
El Linda McCartney Racing Team fue un equipo ciclista británico fundado en 1998. 

## Historia
El principal patrocinador de este equipo británico fue Linda McCartney Food, empresa dedicada a la venta de productos vegetarianos, fundada por Linda McCartney, artista y esposa del Beatle Paul McCartney. La intención de este equipo era promocionar el vegetarianismo y la propia marca, por lo que todos los integrantes del conjunto, ya fueran corredores, directores o auxiliares, debían seguir una dieta de este tipo.
El equipo comenzó con una plantilla modesta, íntegramente británica, y aspiraciones moderadas en carreras nacionales. Fue en el año 2000 cuando Julian Clark, tras colgar la bicicleta en este equipo, se hizo cargo de la dirección deportiva del mismo, con la intención de expandirse internacionalmente. Corredores más experimentados llegaron a las filas del Linda McCartney con el fin de hacerse un nombre en carreras de la Copa del Mundo y de las Grandes Vueltas, de hecho llegaron a debutar en el Giro de Italia.

### Desaparición en 2001
El equipo tomó parte con normalidad en la primera cita del año, el Tour Down Under, donde exhibieron un flamante maillot, en el que se podían leer los nombres de los nuevos patrocinadores: Jacob's Creek, una marca de vinos, y Jaguar, el célebre fabricante de coches de lujo. Además, ganaron la sexta y última etapa en la ronda australiana gracias a David McKenzie.
Unos días antes de la presentación oficial en Londres a finales de enero, se supo que ni Jacob's Creek ni Jaguar habían dado su conformidad para financiar la escuadra y exigieron que se retiraran sus nombres de la indumentaria. Finalmente se descubrió que el equipo no tenía licencias, ni avales y nadie supo cómo la UCI permitió que corrieran el Tour Down Under. Ni siquiera habían recibido dinero de Linda McCartney Foods para 2001. La empresa solamente había autorizado a Clark a utilizar su nombre para atraer a nuevos inversores.
Pese a todo, el mánager británico siguió adelante con la esperanza de que todo se solucionara y pagó los gastos de Australia y los desplazamientos de los ciclistas con las aportaciones que había conseguido de pequeños patrocinadores y con sus propios ahorros. La presentación del equipo no se celebró, pese a que los corredores ya habían sido convocados. Clark fue buscado por la policía, pero el hombre se hallaba internado en un centro especializado, afectado por un desorden de tipo nervioso.
Entre los corredores ilustres fichados en 2001 que no llegaron a debutar destacaron (en otros equipos): Íñigo Cuesta, Juan Carlos Domínguez y Bradley Wiggins.

## Corredor mejor clasificado en las Grandes Vueltas
| Año  | Giro de Italia           | Tour de Francia | Vuelta a España |
| ---- | ------------------------ | --------------- | --------------- |
| 1998 | -                        | -               | -               |
| 1999 | -                        | -               | -               |
| 2000 | 67.º Maximilian Sciandri | -               | -               |
| 2001 | -                        | -               | -               |

## Material ciclista
El equipo utilizó bicicletas Principia.

## Palmarés

### Palmarés 2001
| Fechas      | Carreras                     | Ganador        |
| 21 de enero | 6ª etapa del Tour Down Under | David McKenzie |

## Ciclistas destacados
| - Íñigo Cuesta (2001) - Juan Carlos Domínguez (2001) - Russell Downing (1999, 2001) - David McKenzie (1999-2001) - Pascal Richard (2000) | - Mark Scanlon (2000-2001) - Maximilian Sciandri (2000-2001) - Charles Wegelius (1999) - Bradley Wiggins (2001) |